# Tristrophis subpunctaria
Tristrophis subpunctaria là một loài bướm đêm trong họ Geometridae.